# گورگن داباغیان
گورگن داباغیان (ارمنی: Գուրգեն Դաբաղյան؛ زادهٔ ۱۰ مارس ۱۹۸۸ در ایروان)، یک خوانندهٔ سبک موسیقی سنتی ارمنی سرشناس اهل ارمنستان است. پدر و عموی وی نیز در عرصه موسیقی فعالیت می‌کنند.